# Moutassarifat de Jérusalem
1872–1917
Entités précédentes :
- Vilayet de Syrie (partie)

Entités suivantes :
- Territoires ennemis occupés par les Alliés de la Première Guerre mondiale

Le moutassarifat de Jérusalem ou sandjak de Jérusalem (turc ottoman : Kudüs-i Şerif Mutasarrıflığı, arabe تصرفية القدس الشريف), est une province de l'Empire ottoman détachée du vilayet de Syrie en 1872, dotée d'un statut spécial et dépendant directement du gouvernement de Constantinople. Il se maintient jusqu'à la Première Guerre mondiale et à la conquête britannique en 1917-1918. En 1920, il est rattaché au mandat britannique de Palestine.

## Histoire

### Création

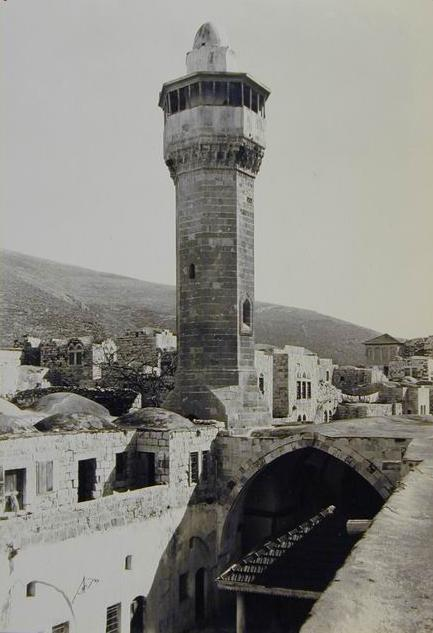
Naplouse et la grande mosquée, v. 1900.

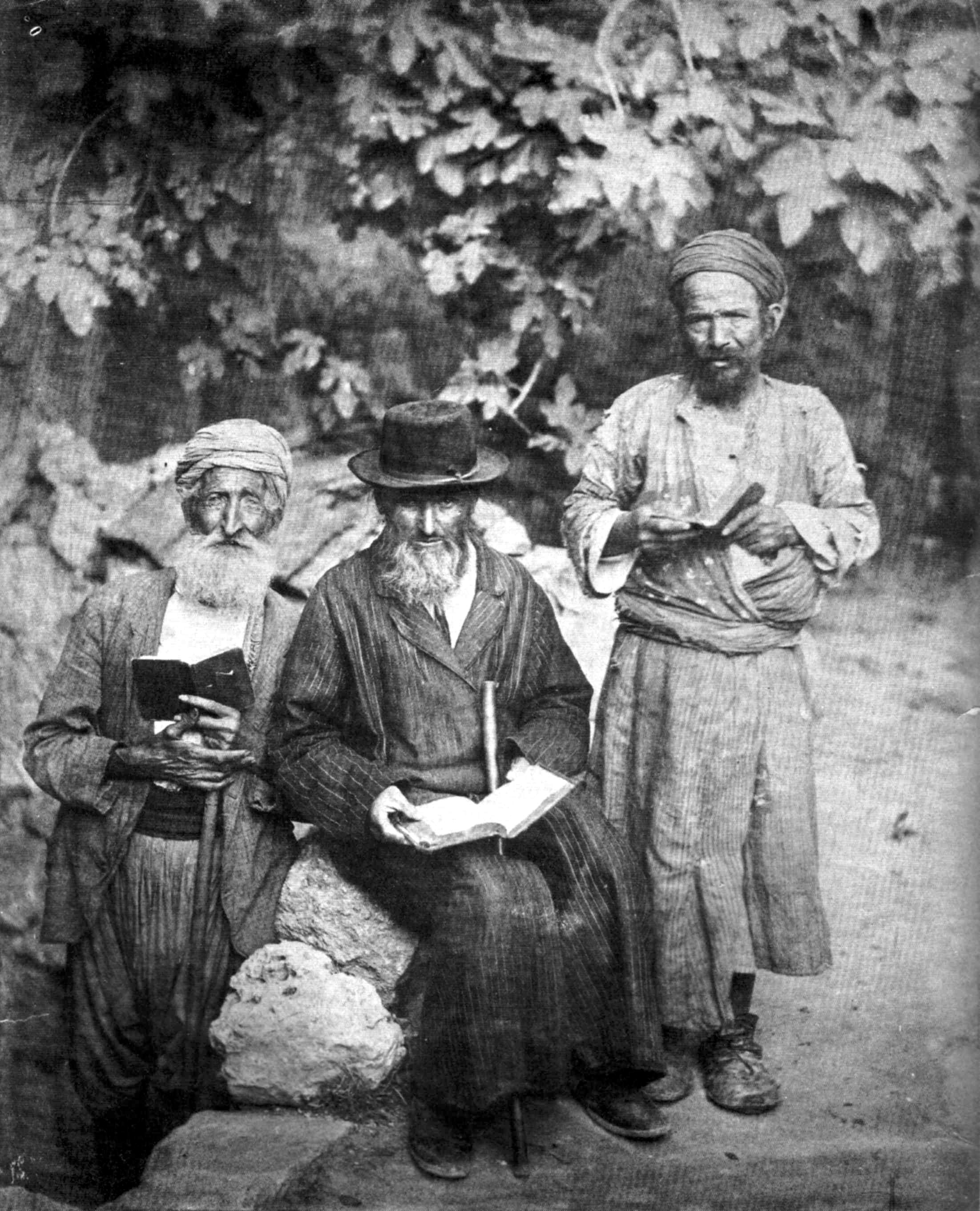
Juifs de Jérusalem en 1895.

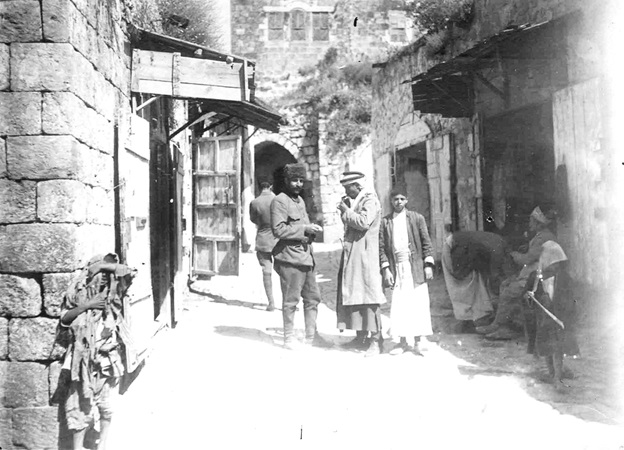
Bazar de Jenine avec un soldat ottoman au milieu.

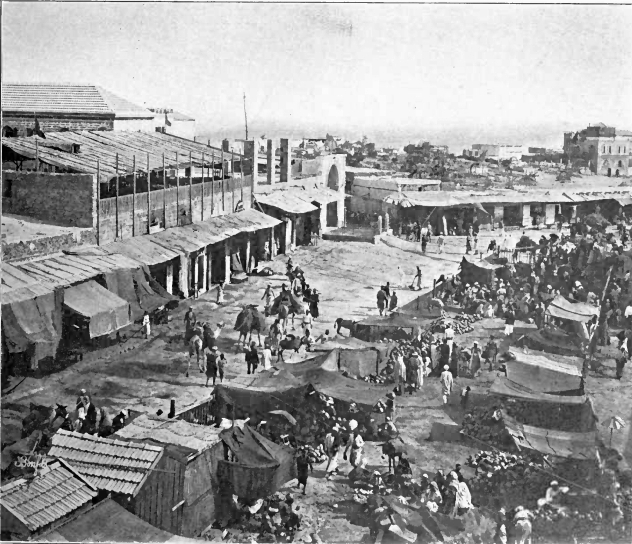
Le bazar de Jaffa en 1906.

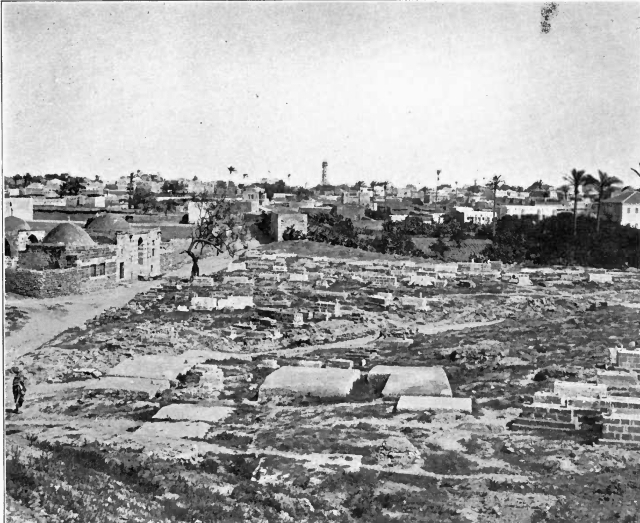
Gaza en 1906.

Le statut de lieux saints de Palestine, revendiqués à la fois par le judaïsme, différentes branches du christianisme et l'islam, est un des enjeux les plus complexes de la question d'Orient. 
En 1840, le Royaume-Uni demande à la Sublime Porte un protectorat sur les Juifs de l'Empire ottoman ainsi qu'une autorisation pour les Juifs européens d'émigrer en Palestine. En 1841, la France, protectrice traditionnelle des chrétiens d'Orient par les capitulations de l'Empire ottoman en même temps que rivale de l'Angleterre sur la scène internationale, demande aussi un droit de regard sur Jérusalem. En 1842, la Prusse et l'Angleterre obtiennent du sultan Abdülmecid Ier la création d'un évêché protestant destiné aux millénaristes venus d'Europe. La Russie réclame aussi un protectorat sur les chrétiens orthodoxes et obtient en 1845 le rétablissement du siège du patriarcat orthodoxe de Jérusalem. L'immigration juive (Yichouv) à motivation religieuse est peu nombreuse, très pauvre et dépendante de l'aide de philanthropes occidentaux. Une circulaire du sultan, en 1841, autorise les sujets non musulmans à se faire assister en justice par leur primat ou, s'ils sont ressortissants d'une puissance amie, par leur consul. La même année, le sandjak (district) de Jérusalem reçoit un statut spécial et dépend directement du gouvernement central.
La guerre de Crimée (1853-1856) s'achève par une défaite russe tout en consolidant l'influence française et britannique au Proche-Orient. La France, lors de l'expédition française en Syrie (1860-1861), renforce son rôle de principal soutien international des chrétiens et Juifs de l'Empire ottoman. L'ingérence étrangère est mal vue par la population musulmane : en 1856, une émeute éclate à Naplouse, provoquée par un édit d'émancipation des chrétiens, par l'installation d'une cloche dans la chapelle protestante locale et par la levée de drapeaux étrangers sur les consulats. Cependant, l'autorité ottomane est assez solide pour empêcher les violences de s'étendre : la province reste généralement paisible.
En juillet 1872, le grand vizir Mahmoud Nedim Pacha détache la Palestine du vilayet de Syrie (Damas) et en fait une nouvelle province (vilayet). Celle-ci comprend les sandjaks de Jérusalem, Naplouse et Acre. Cette initiative est accueillie favorablement par les habitants des trois religions. Cependant, deux mois plus tard, le nouveau grand vizir Midhat Pacha décide de détacher Acre et Naplouse de Jérusalem pour les réunir au vilayet de Damas (et plus tard au vilayet de Beyrouth créé en 1887) tandis que Jérusalem constitue un moutassarifat sous le contrôle direct de la Porte,.

### Administration
Comme dans les autres provinces de l'Empire, le gouverneur (moutassarif) n'est nommé que pour quelques mois et dépourvu de pouvoirs militaires. Il s'appuie sur un conseil de notables nommés, musulmans, chrétiens ou juifs, qui contribuent à l'administration, à la collecte des impôts et à la conscription dans l'armée ottomane. L'affermage des impôts, officiellement aboli depuis 1838, se maintient en fait jusqu'à la fin du XIXe siècle.
La justice dépend de la cour d'appel de Beyrouth jusqu'en 1910, date à laquelle une cour est créée à Jérusalem.

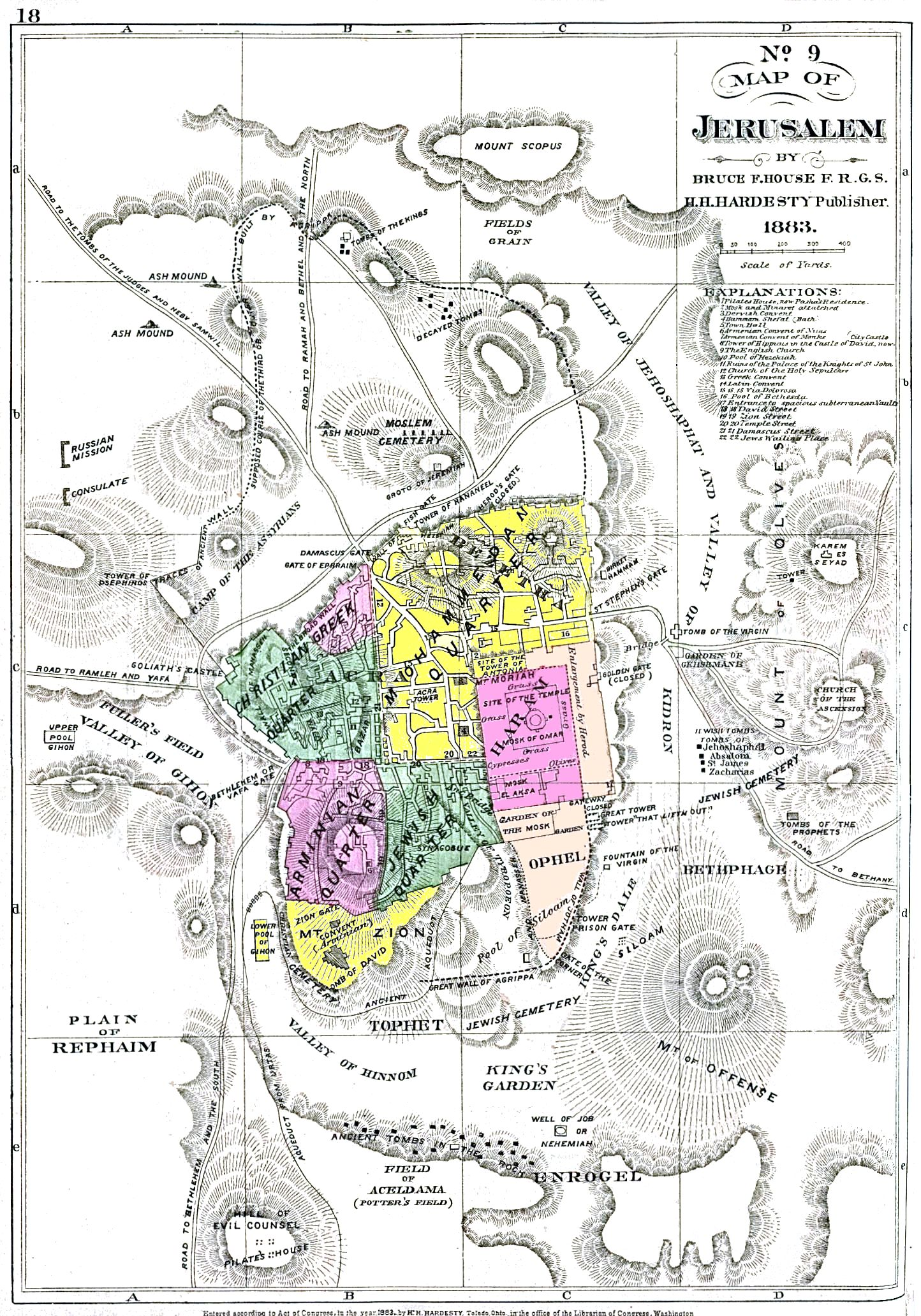
Plan de Jérusalem en 1883.

Le moutassarifat de Jérusalem compte plusieurs cazas (juridictions) divisées en sous-districts et municipalités. Le caza de Nazareth, lieu de pèlerinage chrétien en Galilée, lui est rattaché.
- Caza de Bir es-Seba
  - Auja al-Hafir, al-Mulayha, Bir es-Seba
- Caza de Gaza
  - Al-Faluja, Khan Younès, al-Majdal, Gaza
- Caza d'Hébron
  - Bayt 'Itab, Bayt Jibrin, al-Khalil (Hébron)
- Caza de Jaffa
  - Ni'lin, Ramla, al-Ludd (Lod), Jaffa
- Caza de Jérusalem
  - Abwein, Bethléem, Ramallah, Saffa, Jérusalem, Beit Jala
- Caza de Nazareth
  - Nazareth

### Économie et société

#### Structures sociales et agriculture

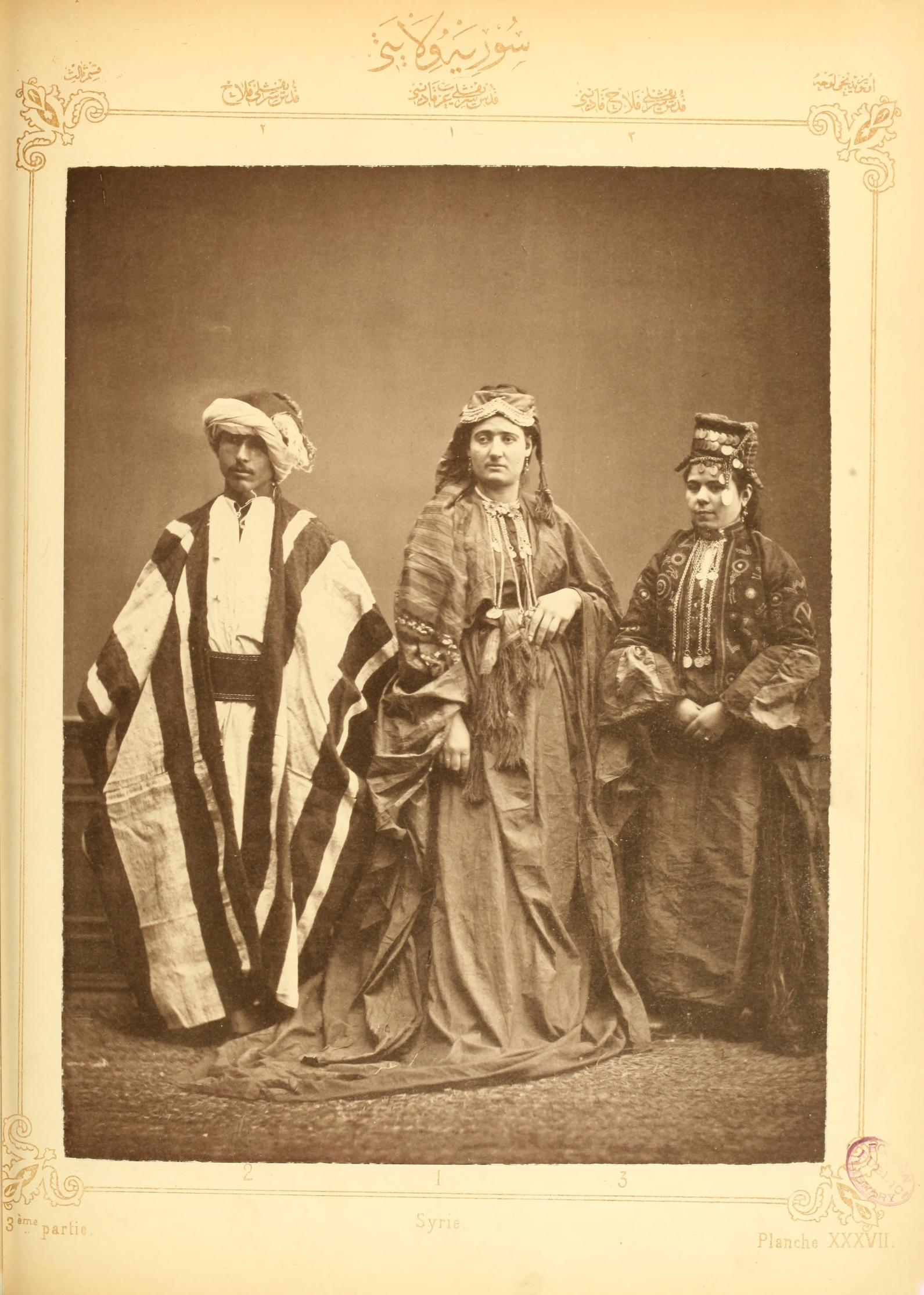
Les costumes populaires de la Turquie : un homme et deux femmes arabes des environs de Jérusalem, Pascal Sebah, 1873.

Pendant les dernières décennies de l'Empire, le pouvoir ottoman s'appuie sur les mêmes familles de notables, à la fois grands propriétaires fonciers et maîtres d'un solide réseau clientéliste. La famille Shawa (en) de Gaza possède 100 000 dounams de terres, les Abd al-Hadi 60 000 autour de Naplouse et Jénine, la famille chérifienne des al-Husseini de Jérusalem en détient 50 000, de même que les Taji de Ramallah ; les Tayan de Jaffa en ont 40 000. Les familles chérifiennes citadines comme les al-Husseini, Khalidi et Alami détiennent la plupart des hautes fonctions religieuses de mufti, cadi et ouléma avec la gestion des terres consacrées (waqf). Les grandes familles de cheikhs ruraux s'installent de plus en plus en ville, comme les Abd al-Hadi et les Tuqan à Naplouse. 
Pendant la première période constitutionnelle ottomane (1876-1878) puis pendant la seconde (en) (1908-1920), ces grandes familles conservent les principales fonctions représentatives : les députés de Jérusalem au parlement ottoman sont Yusuf Zia al-Khalidi en 1876, Ruhi al-Khalidi et Saïd al-Husseini en 1908, Ruhi al-Khalidi et Othman al-Nashashibi (en) en 1912. Lors de la prise de Jérusalem par l'armée britannique du général Allenby, en décembre 1918, le maire de Jérusalem, Hussein al-Husseini, et le mufti, Kamel al-Husseini (en), sont issus de la grande famille Husseini. 

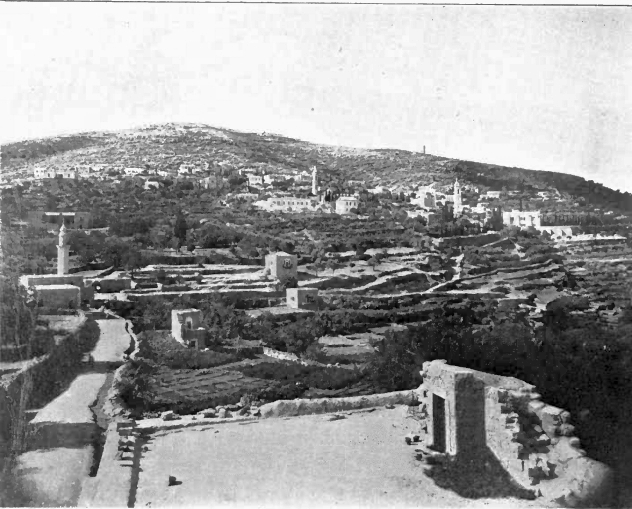
Le village d'Ein Kerem près de Jérusalem, 1906.

Autour de Jérusalem, la population rurale se divise en deux branches tribales, les Yaman et les Qays, opposées par une rivalité ancestrale (en) : les Yaman sont soutenus par les al-Husseini et les Qays par les al-Khalidi. Ces derniers, en plus de leurs autres attributions, sont les protecteurs traditionnels de la communauté grecque orthodoxe de Jérusalem. Dans le nord de la Palestine, les grands domaines appartiennent plutôt à des notables de Beyrouth et de Damas comme les Sursok (en), famille grecque orthodoxe de Beyrouth.

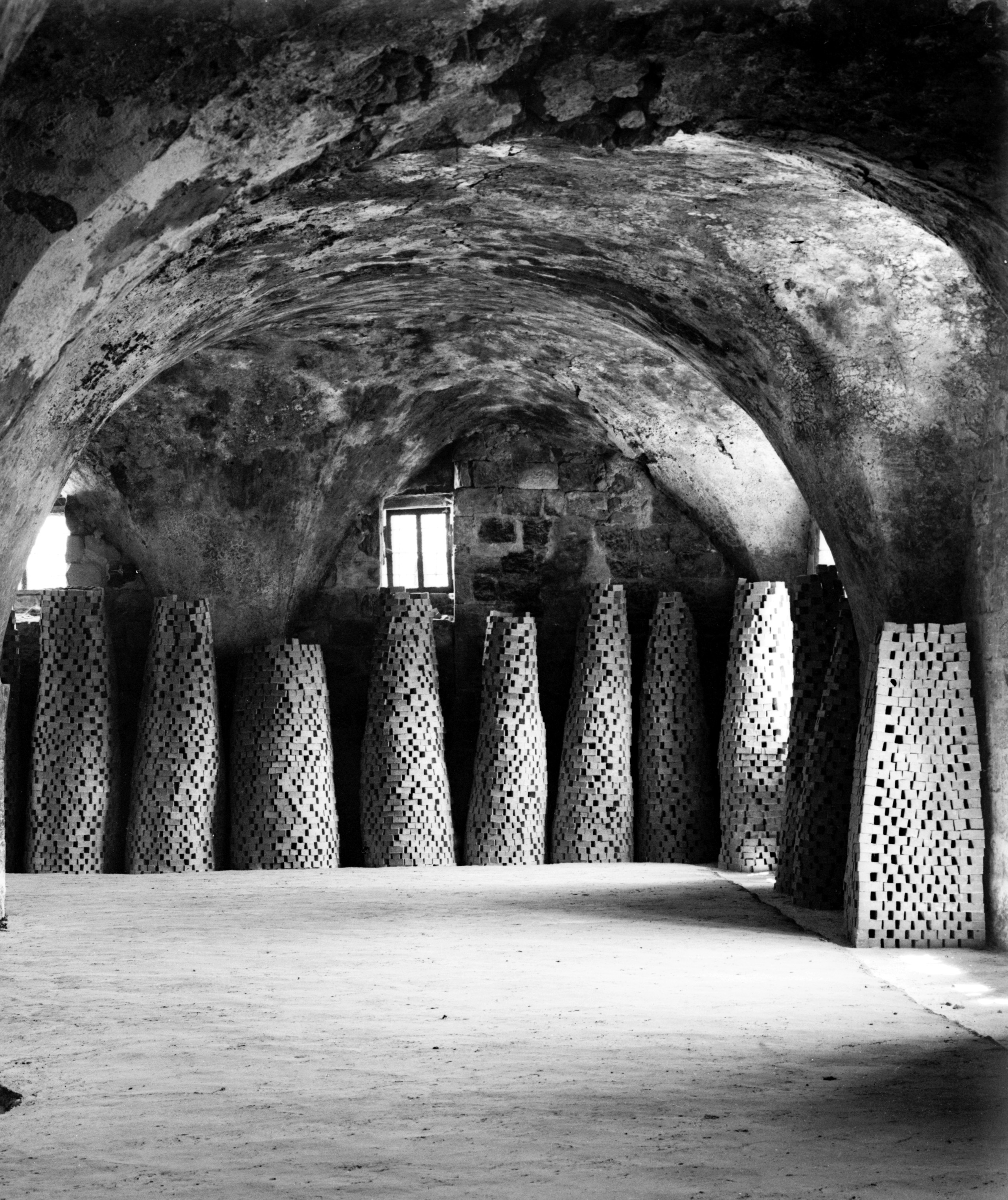
Fabrique de savon à Naplouse, v. 1900-1920.

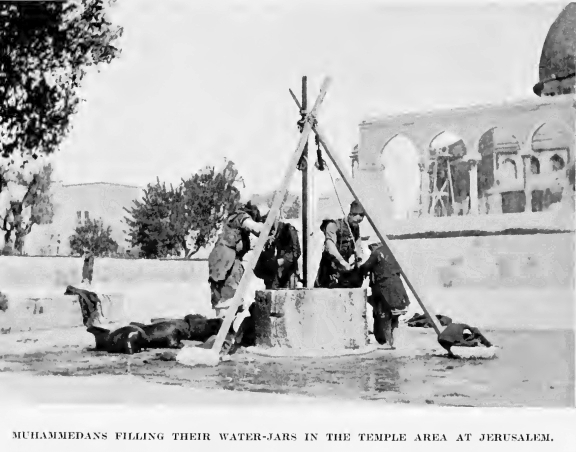
Arabes prenant de l'eau à un puits à Jérusalem, 1913.

Les régions les plus peuplées sont celles des collines centrales (monts de Judée), espace de culture en terrasses, tandis que les basses terres sont sous-exploitées à cause de la malaria. Au milieu du XIXe siècle, la quasi-totalité des terres agricoles se trouve sous un régime d'exploitation collective villageoise (musha) : les champs sont redistribués chaque année entre les familles. Cependant, le code foncier ottoman de 1858 (en) favorise l'appropriation des terres par les grands propriétaires. En 1918, le musha ne concerne plus que 60 % des terres : 50 % des paysans sont sans terre et 30 % sont métayers tandis que l'endettement des paysans pauvres auprès des grands propriétaires s'accroît. La croissance du commerce extérieur entraîne l'enrichissement des négociants qui deviennent acquéreurs de terres. L'agriculture familiale d'autosubsistance cède du terrain à l'agriculture commerciale d'exportation.

Parmi les acquéreurs de terre au tournant des XIXe et XXe siècles figurent aussi les migrants juifs, venus notamment de l'Empire russe et influencés par les idées du sionisme. Ils achètent des terres aux grands propriétaires, souvent absentéistes. En 1922, les colonies agricoles juives représentent 594 000 hectares pour 14 140 cultivateurs juifs.

Orangeraies de Jaffa, n.d.

Les agrumes, comme les oranges de Jaffa, sont le premier article d'exportation : la surface cultivée dans le moutassarifat, essentiellement dans la plaine côtière, passe de 660 hectares vers 1895 à 3 000 vers 1910. L'huile d'olive, exportée brute jusqu'aux années 1870, donne naissance à une industrie de la savonnerie. L'assainissement des terres passe par des gros travaux de drainage et de plantations comme les eucalyptus qui, en raison de leur coût, sont réservés aux grands propriétaires ou aux sociétés de colonisation.

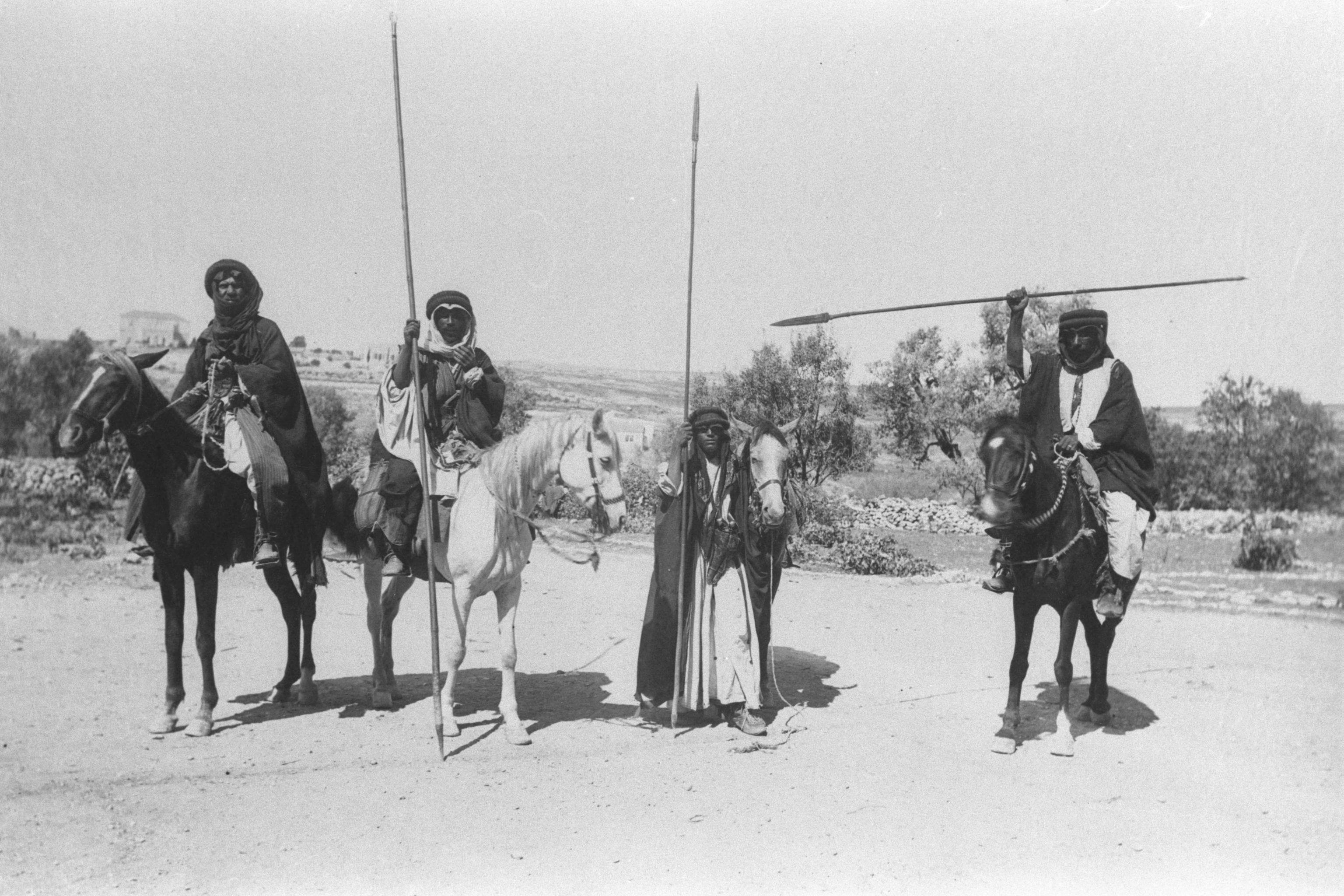
Bédouins dans la région de Jérusalem. American Colony, 1909.

En marge de la société sédentaire, les Bédouins restent présents dans les déserts à l'est et au sud de la Palestine. Leur dernier grand raid de pillage a lieu pendant la guerre russo-turque de 1877-1878 qui amène le déplacement des garnisons ottomanes vers les frontières européennes. La ville nouvelle de Bir es-Seba est fondée en 1901 pour favoriser leur sédentarisation. La fin des raids bédouins permet une mise en valeur agricole des marges désertiques : les chefs bédouins se transforment en grands propriétaires et la province devient exportatrice de céréales.

#### Début de modernisation
Le commerce extérieur, connu essentiellement par le trafic du port de Jaffa, augmente rapidement mais il est marqué par un déséquilibre croissant : pour une base 100 en 1875, les exportations atteignent 121 en 1894-1898 et 266 en 1909-1910 alors que les importations atteignent 246 en 1894-1898 et 549 en 1909-1910. En dehors du savon, la province n'exporte pratiquement que des produits agricoles bruts et importe tous ses produits manufacturés. Ce déficit est compensé par les revenus des pèlerinages et les dons des fondations pieuses des trois religions et par les envois de la diaspora palestinienne en Amérique, essentiellement chrétienne.

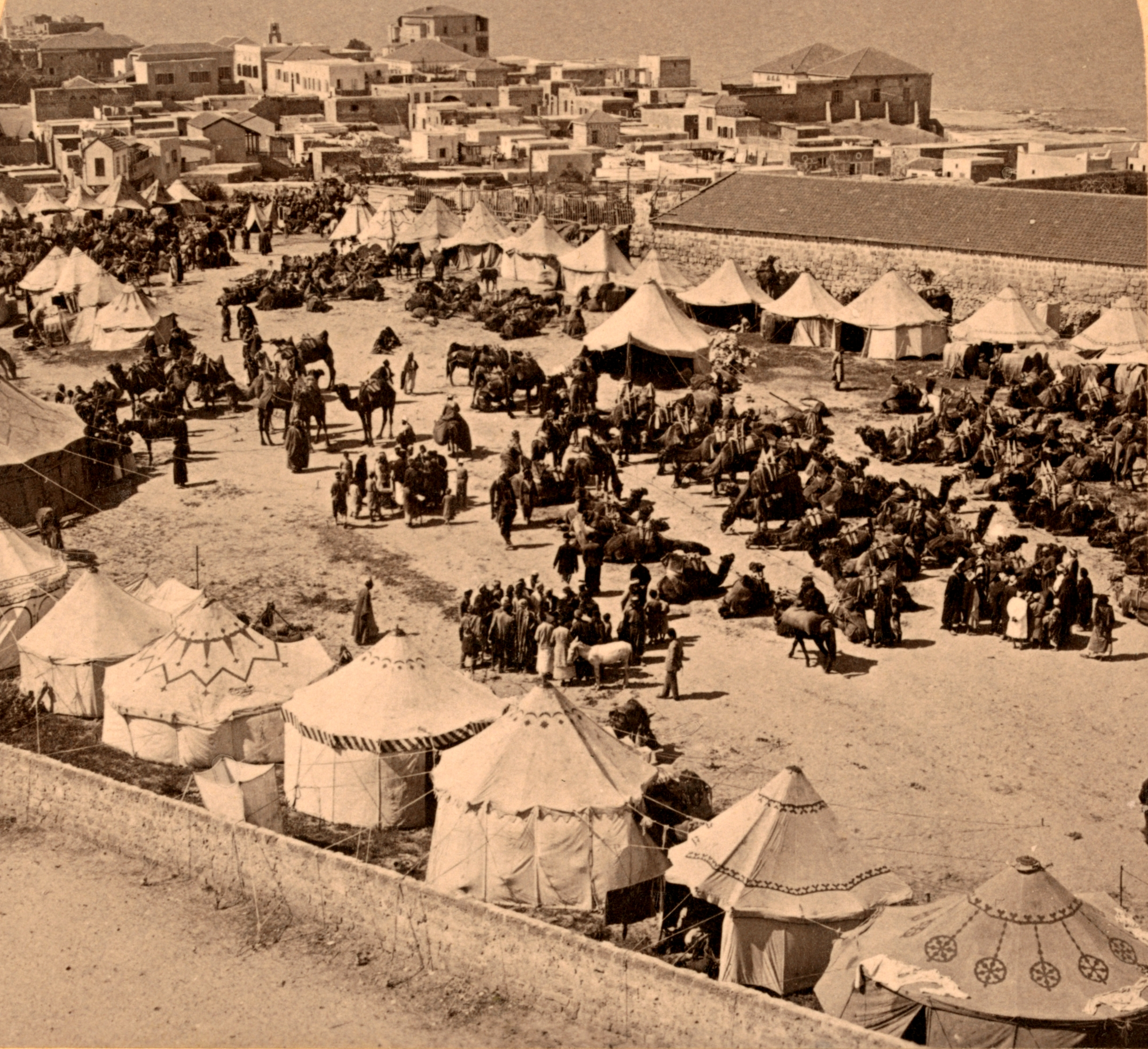
Camp de pèlerins de La Mecque venus d'Iran, Jaffa, 1900.

La fin de la période ottomane est marquée par un effort de modernisation. La première route carrossable de Jaffa à Jérusalem est ouverte en 1868. Le réseau routier s'étend dans les années 1870-1880 avec la construction du pont du Jourdain près de Jéricho (sur l'emplacement de l'actuel pont Allenby) en 1885,.

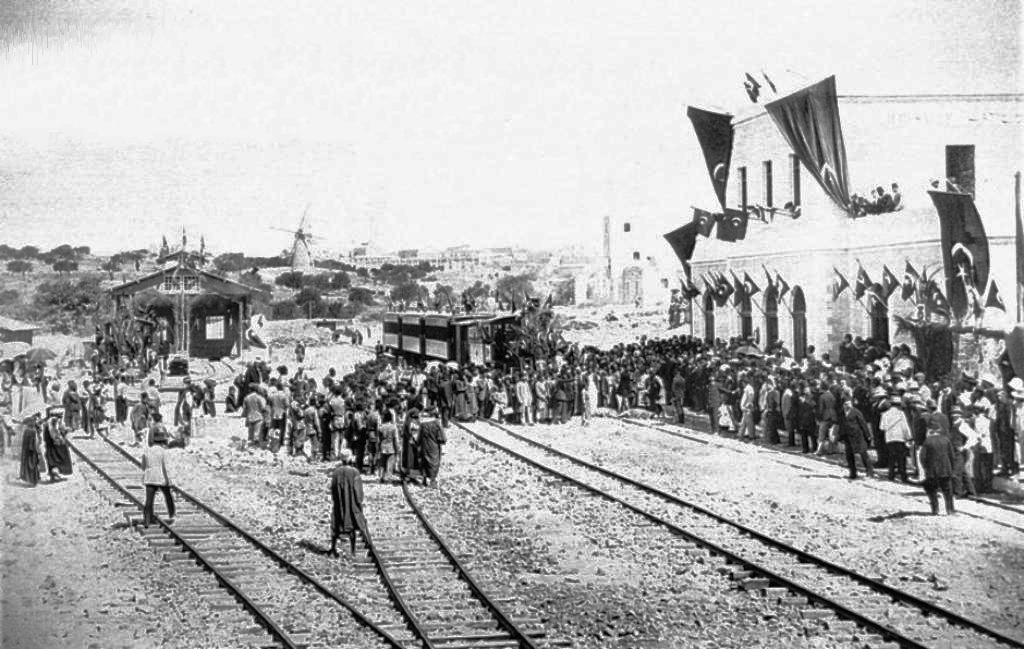
Arrivée du premier train de Jaffa à Jérusalem, 1892. (Drapeau ottoman à droite)

En 1888, un entrepreneur juif ottoman, Joseph Navon, obtient une concession pour construire un chemin de fer de Jaffa à Jérusalem (en). La ligne à voie étroite est achevée en 1892 par une compagnie française, la Société du chemin de fer ottoman de Jaffa à Jérusalem et prolongements, et le premier train arrive à Jérusalem le 26 septembre 1892. Mais la compagnie fait faillite l'année suivante, le fret de marchandises étant pratiquement à sens unique vers Jérusalem, et doit être refinancée en 1904. Le port de Jaffa est dépourvu de quais modernes et les cargaisons doivent être transbordées en barges. Les projets de raccordement au chemin de fer de Beyrouth à Damas ou à celui de Damas à Médine, ébauchés avant la guerre, n'aboutissent pas.

### Événements

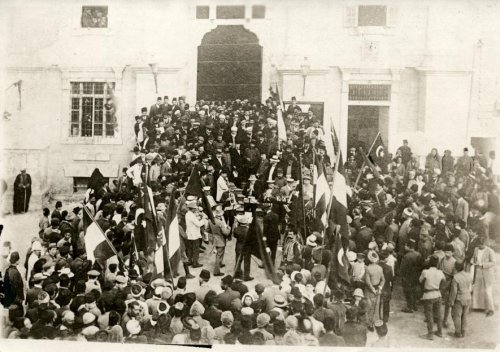
Manifestation à Jaffa en l'honneur des Empires centraux (Allemagne et Autriche-Hongrie), 1915.

La Palestine connaît les contrecoups des grands événements qui atteignent l'Empire ottoman. La province est généralement paisible et le gouverneur se contente habituellement d'une garnison de 400 hommes, à laquelle peuvent s'ajouter des réservistes (redif) et des irréguliers. Mais la guerre russo-turque de 1877-1878 coûte la vie à 10 000 conscrits palestiniens. Ceux-ci sont encore appelés pour la répression de la révolte druze du Hauran (1895), d'une révolte en Crète ottomane en 1896-1897, et pour plusieurs campagnes contre les Zaïdites (en) du Yémen en 1891, 1898 et 1905,.

Le renforcement du contrôle ottoman sur la province se manifeste aussi, entre 1898 et 1917, par la présence croissante de l'armée et des drapeaux ottomans lors de la procession musulmane annuelle de Nabi Moussa, entre Jérusalem et la tombe présumée du prophète Moïse.

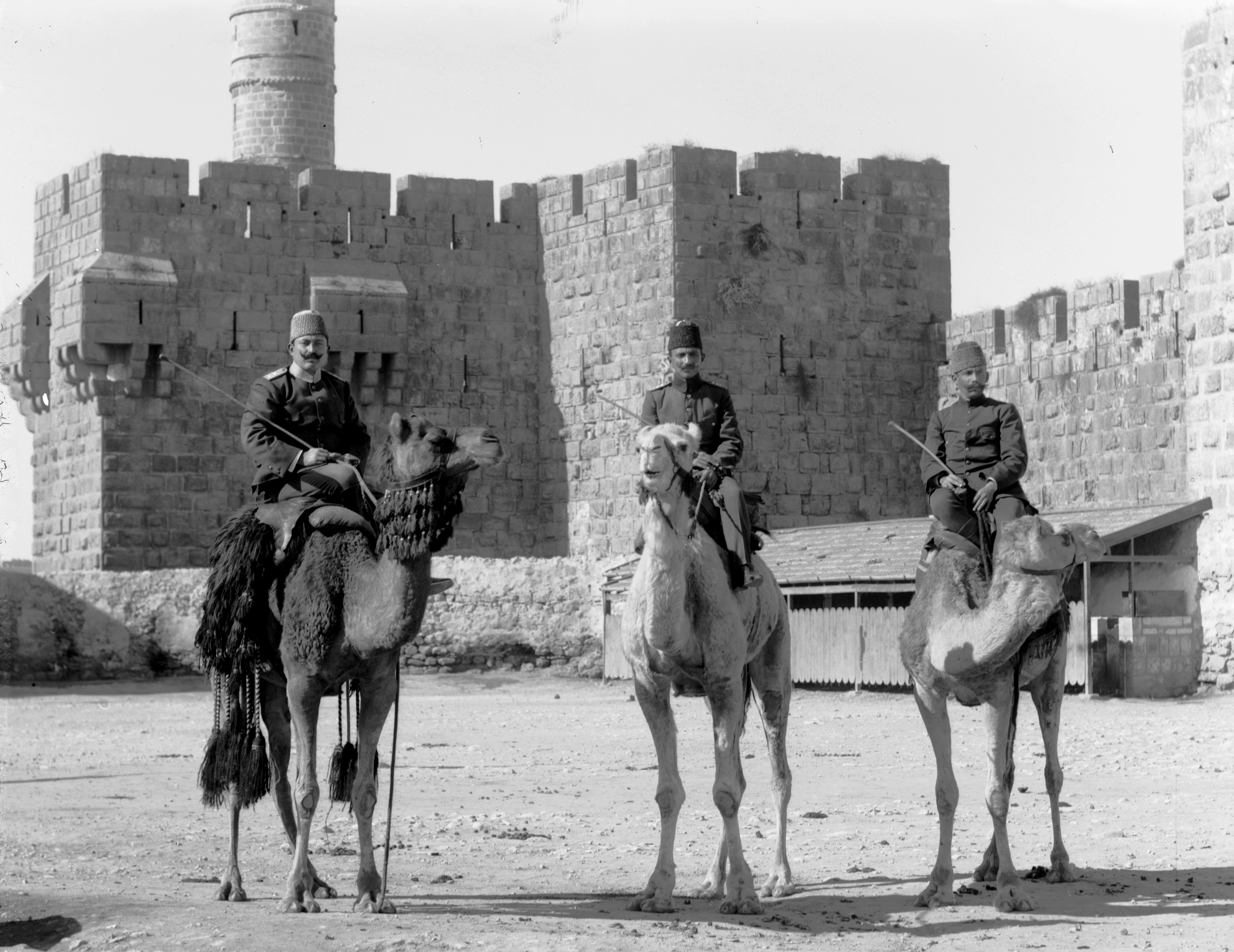
Officiers turcs à dromadaire devant la Tour de David à Jérusalem, entre 1898 et 1917.

En 1898, Guillaume II, empereur d'Allemagne, se rend à Jérusalem pour inaugurer l'église luthérienne du Rédempteur et promettre la protection de l'Allemagne aux chrétiens d'Orient. Peu après, il se rend à Damas sur le tombeau de Saladin, cette fois pour offrir sa protection aux musulmans.

À partir de 1905, la construction du chemin de fer du Hedjaz s'accompagne d'une agitation des tribus bédouines, privées des revenus du transport des pèlerins de La Mecque. Des conscrits palestiniens sont envoyés dans le vilayet du Hedjaz pour y rétablir l'ordre.

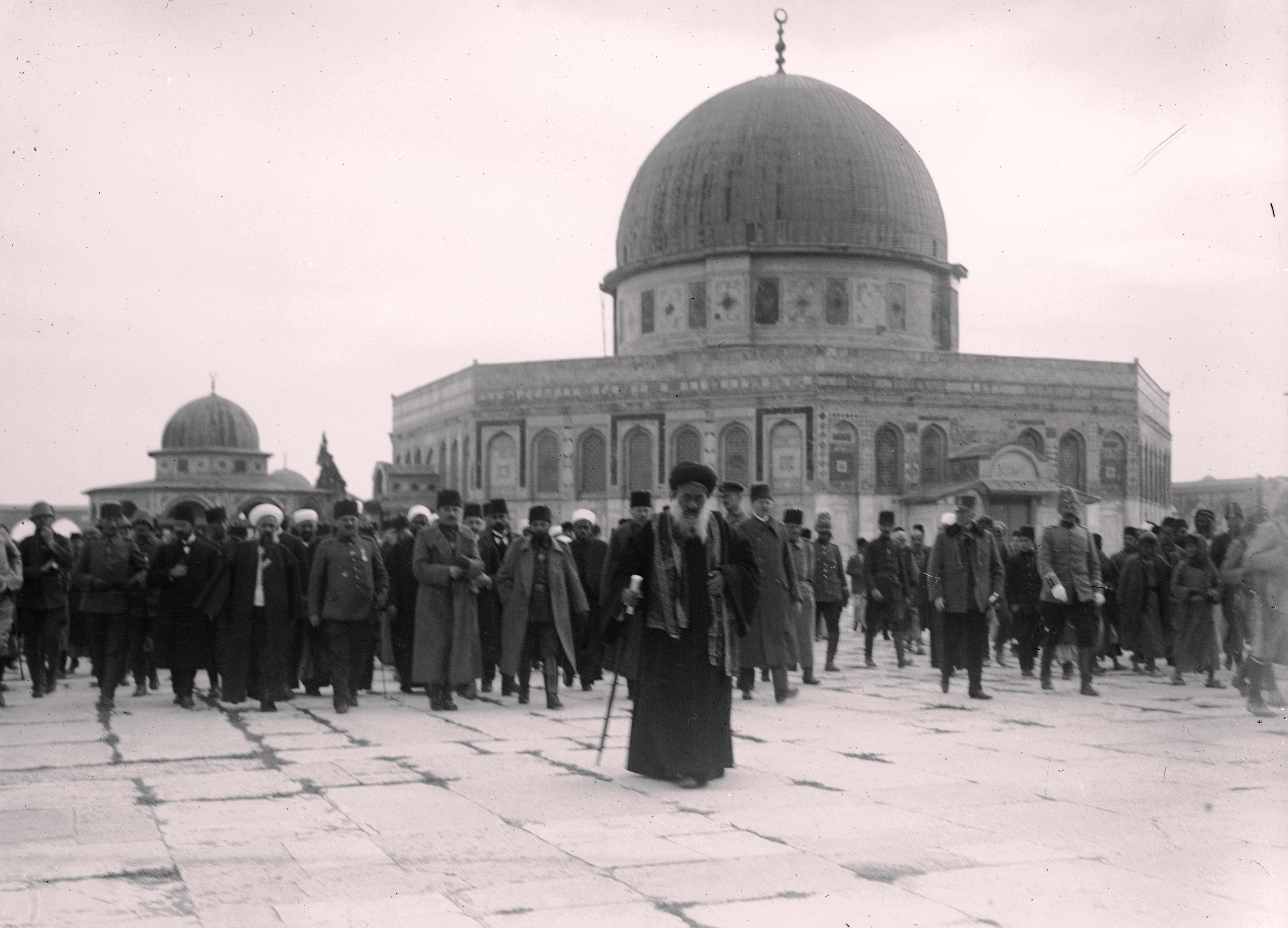
Les dirigeants ottomans Enver Pacha et Djemal Pacha visitant le dôme du Rocher à Jérusalem, 1916.

En même temps, un mouvement nationaliste arabe encore embryonnaire se dessine dans le Proche-Orient ottoman. Un de ses premiers théoriciens est Negib Azoury, un maronite libanais qui a exercé comme fonctionnaire à Jérusalem et qui publie en français, en 1904, « Le réveil de la nation arabe dans l'Asie turque ». Il anime un petit groupe d'opposition en exil en Égypte. Les notables traditionnels restent fidèles au sultan, calife de l'islam, mais un mouvement de contestation apparaît chez les jeunes gens instruits issus des familles de notables ou du monde du négoce, hésitant entre le nationalisme arabe et une simple demande de décentralisation. En 1908 et 1910, la presse palestinienne fait campagne contre la vente de terres aux Juifs sionistes. En mars 1908 à Jaffa, pendant la fête juive de Pourim, des affrontements opposent les migrants juifs aux Arabes. L'opposition à l'absolutisme du sultan Abdülhamid II trouve aussi des échos chez les jeunes officiers ottomans des garnisons de Jaffa et de Jérusalem à la veille de la révolution des Jeunes-Turcs de 1908.

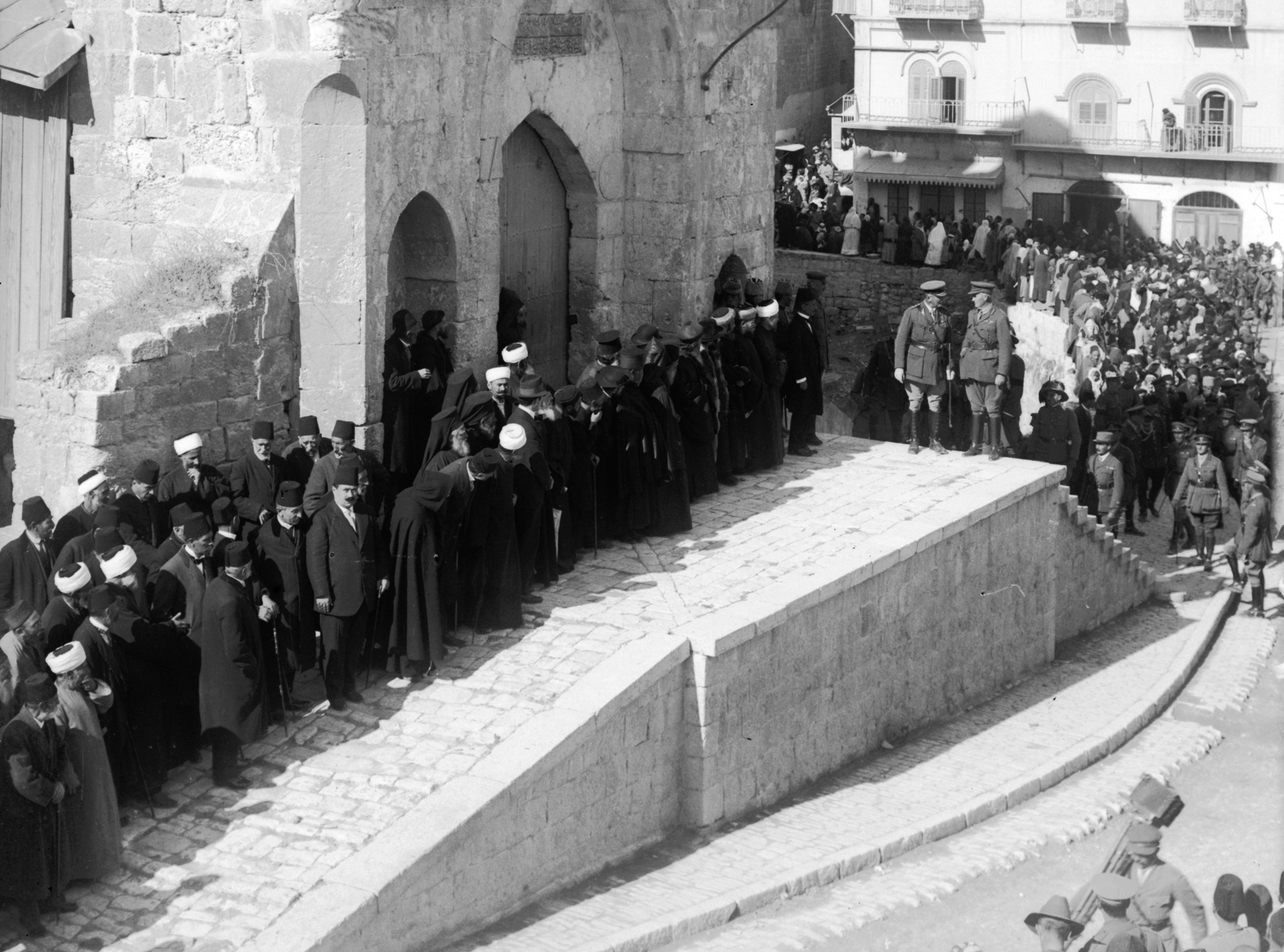
Les notables de Jérusalem accueillant le général britannique Edmund Allenby, 11 décembre 1917.

Pendant la Première Guerre mondiale au Proche-Orient, la Palestine sert de base à l'armée ottomane pendant la campagne du Sinaï et de la Palestine. Elle est le point de départ de la première offensive de Suez (janvier-février 1915) puis de la seconde offensive (août 1916). En 1917, ce sont les Britanniques qui traversent le désert du Sinaï : après un échec devant Gaza (mars-avril 1917), ils s'emparent de Gaza et Bir es-Seba (septembre-octobre 1917) puis de Jérusalem et Jaffa (novembre-décembre 1917). 

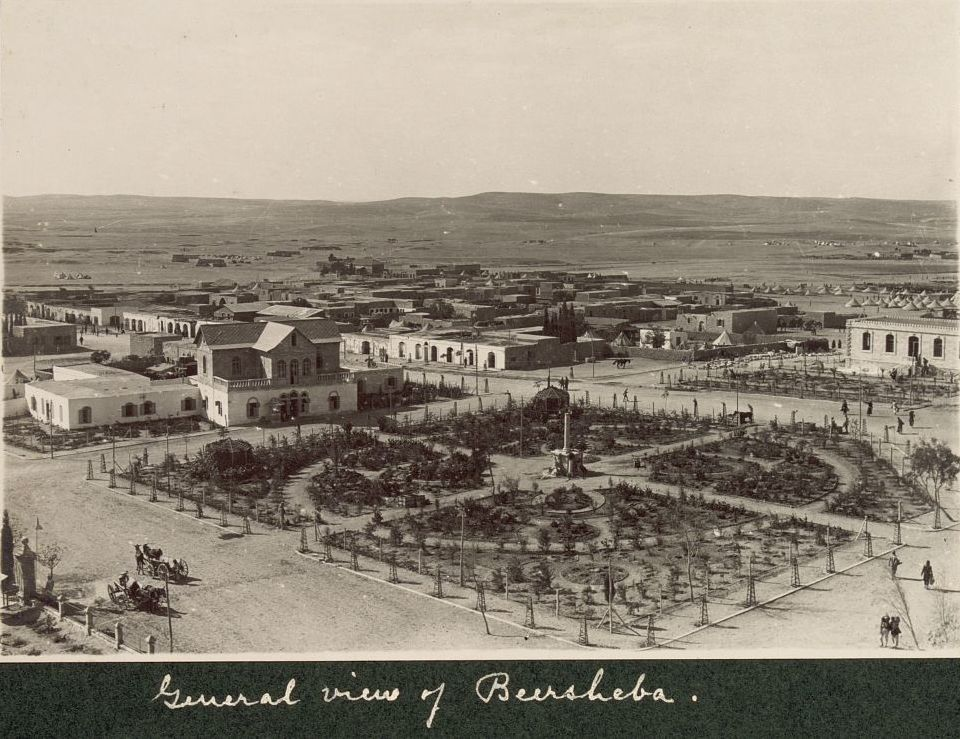
La ville nouvelle de Bir es-Seba (Beer Sheva) en 1917

La région reste sous occupation anglaise avant d'être intégrée au mandat britannique en Palestine en 1920.

### Démographie

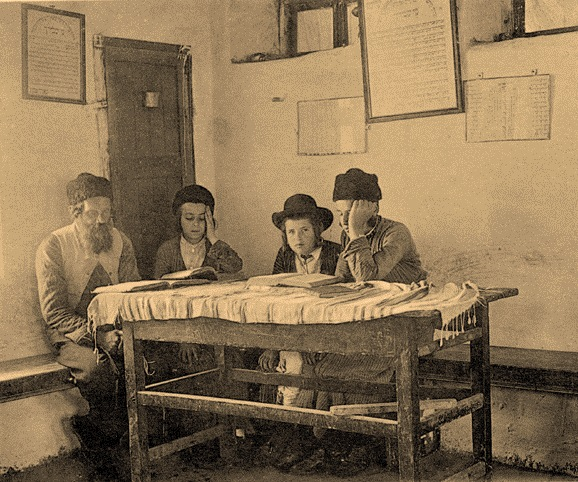
École juive (Heder) à Meron, 1912

Les recensements ottomans par millet (communauté religieuse) sont souvent incomplets et approximatifs. En 1885, première année pour laquelle on dispose de données générales, la population du sandjak de Jérusalem est estimée à 234 000 habitants. En 1897, elle atteindrait 275 842 habitants dont 231 604 musulmans, 20 821 chrétiens orthodoxes de rite grec, 1 716 Arméniens et 21 701 autres.

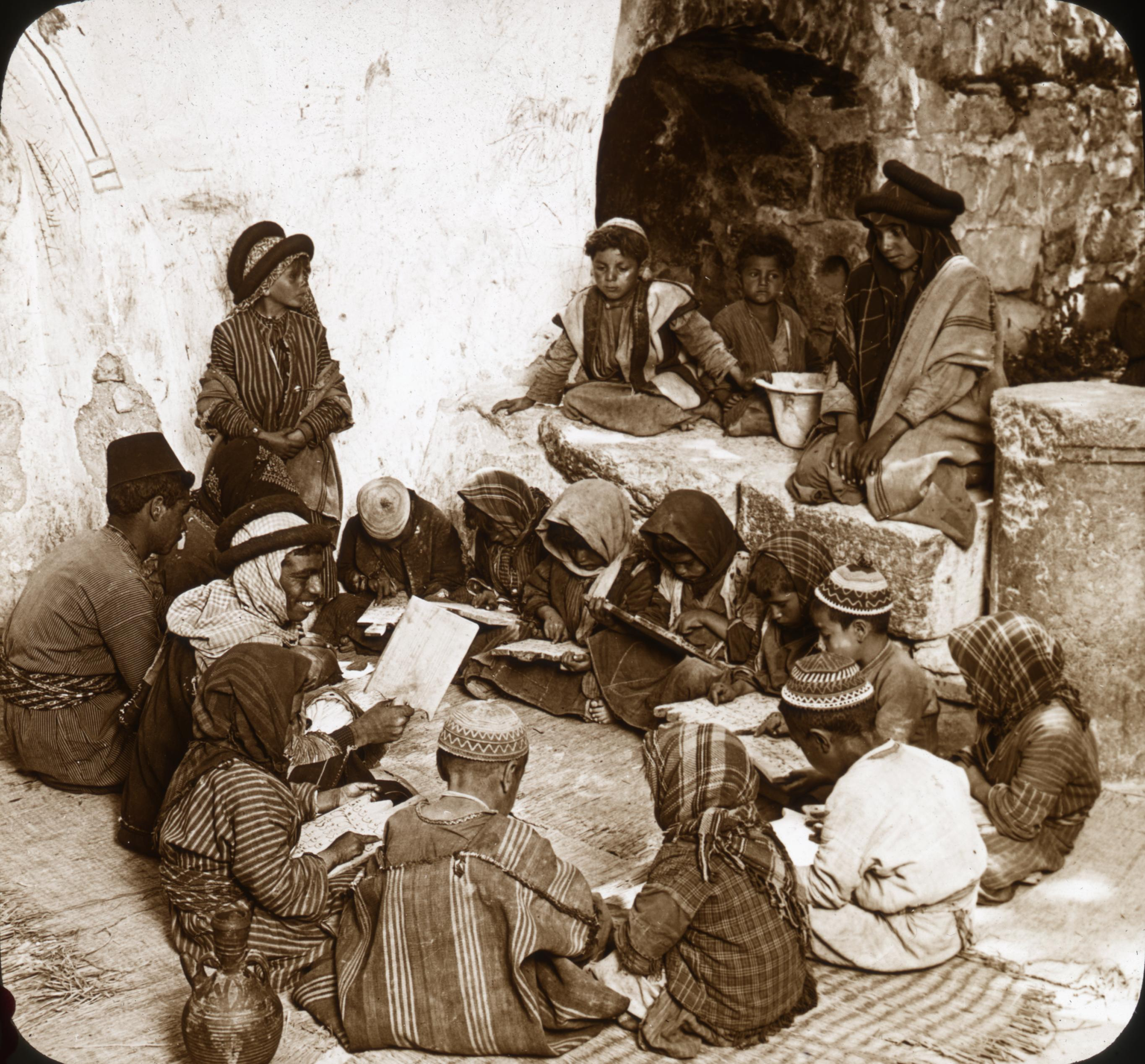
École musulmane à Ramah, v. 1915

Pour les années 1885 à 1914, une estimation probable, dans les limites de la Palestine mandataire (sandjaks de Jérusalem, Naplouse et Acre), a été calculée à partir des statistiques ottomanes par le démographe Justin McCarthy, The Population of Palestine, Population Statistics of the late Ottoman Period and the Mandate, The Institute for Palestine Studies, Berlin, Klaus Schwartz Verlag, 1985, p. 74 :
| Communauté | 1885    | 1890    | 1895    | 1900    | 1905    | 1910    | 1914    |
| ---------- | ------- | ------- | ------- | ------- | ------- | ------- | ------- |
| Musulmans  | 422 280 | 445 728 | 469 750 | 499 110 | 531 236 | 565 601 | 602 377 |
| Juifs      | 16 228  | 17 991  | 20 117  | 23 662  | 27 862  | 32 843  | 38 754  |
| Chrétiens  | 47 022  | 52 412  | 58 987  | 63 809  | 69 092  | 74 815  | 81 012  |
| Total      | 485 530 | 516 131 | 548 854 | 586 581 | 628 190 | 673 259 | 722 143 |

La population juive, alimentée par l'immigration européenne, est peut-être sous-enregistrée. Selon Henry Laurens, elle pourrait atteindre 60 000 personnes en 1914.